# Tinggi
Tinggi är ett berg i Indonesien.   Det ligger i provinsen Aceh, i den västra delen av landet, 1 500 km nordväst om huvudstaden Jakarta. Toppen på Tinggi är 1 239 meter över havet, eller 615 meter över den omgivande terrängen. Bredden vid basen är 6,0 km.
Terrängen runt Tinggi är huvudsakligen lite bergig. Runt Tinggi är det glesbefolkat, med 11 invånare per kvadratkilometer. I omgivningarna runt Tinggi växer i huvudsak städsegrön lövskog.